# Usina Hidrelétrica Salto Grande (Americana)
A Usina Hidrelétrica Salto Grande está localizada no rio Atibaia, pertencente a bacia hidrográfica do rio Piracicaba, no município de Americana, estado de São Paulo. Atualmente é operada pela CPFL Renováveis.

## História
Em 1907 uma parte remanescente da Fazenda Salto Grande, localizada entre o rio Jaguari e a Fábrica de Tecidos Carioba, foi comprada pelo Comendador Franz Müller, proprietário desta fábrica. A intenção na aquisição desta parte remanescente da fazenda estava ligada a facilidade apresentada pela mesma para a construção de uma usina hidrelétrica, onde havia uma grande queda d’água sobre um maciço de rocha magmática no rio Atibaia, o que possibilitaria a ampliação da sua indústria têxtil.
Assim em 1911 foi inaugurada a primeira Usina Hidrelétrica de Salto Grande com uma potência inicial de 2.500 kW que passou a fornecer energia elétrica para a sua indústria e também para Americana, Cosmópolis, Santa Bárbara e Rebouças (Sumaré).
Essa usina acabou sendo vendida em 1930 à Companhia Paulista de Força e Luz - CPFL, devido a crise econômica de 1929. Para atender a demanda de energia elétrica das novas indústrias em Americana, a Companhia Paulista de Força e Luz inicia em 1940 a construção da nova usina hidrelétrica na Fazenda Salto Grande, que na época já era propriedade das Indústrias José João Abdalla S/A, aproveitando a mesma queda d’água da antiga, concluindo sua construção em 1948, representando o que havia de mais moderno em tecnologia.
A atual Usina Hidrelétrica de Salto Grande foi inaugurada em 19 de novembro de 1949 pelo então governador do estado Ademar de Barros.

## Características
A usina fica localizada no rio Atibaia pouco antes da confluência desse rio com o rio Jaguari, onde é formado o rio Piracicaba. Com uma altura de 22 metros é permitida a utilização de uma queda de 32 metros. Tem capacidade instalada de 30 MW com três unidades geradoras de energia, e seu reservatório inunda uma área de 8,7 km².

## Lazer
A margem esquerda da Represa Salto Grande é caracterizada por possuir vários condomínios e loteamentos fechados de alto padrão, além de loteamentos de chácaras de veraneio, sendo utilizada como local de lazer na Praia dos Namorados e na Praia Azul, ambas com acesso pela via Anhanguera.

## Riscos de rompimento
A usina foi incluída pela Agência Nacional de Águas em novembro de 2018 na lista de estruturas onde há riscos em caso de rompimento, sendo classificada como de "alto risco e dano potencial alto". Em 30 de abril de 2019, a Agência Nacional de Energia Elétrica (ANEEL) publicou, em seu site, o relatório que reclassifica a Pequena Central Hidrelétrica (PCH) Americana para categoria de risco B.  